# Brzeźnio
Brzeźnio è un comune rurale polacco del distretto di Sieradz, nel voivodato di Łódź.
Ricopre una superficie di 128,73 km² e nel 2004 contava 6 377 abitanti.